# Kräuterzigarette

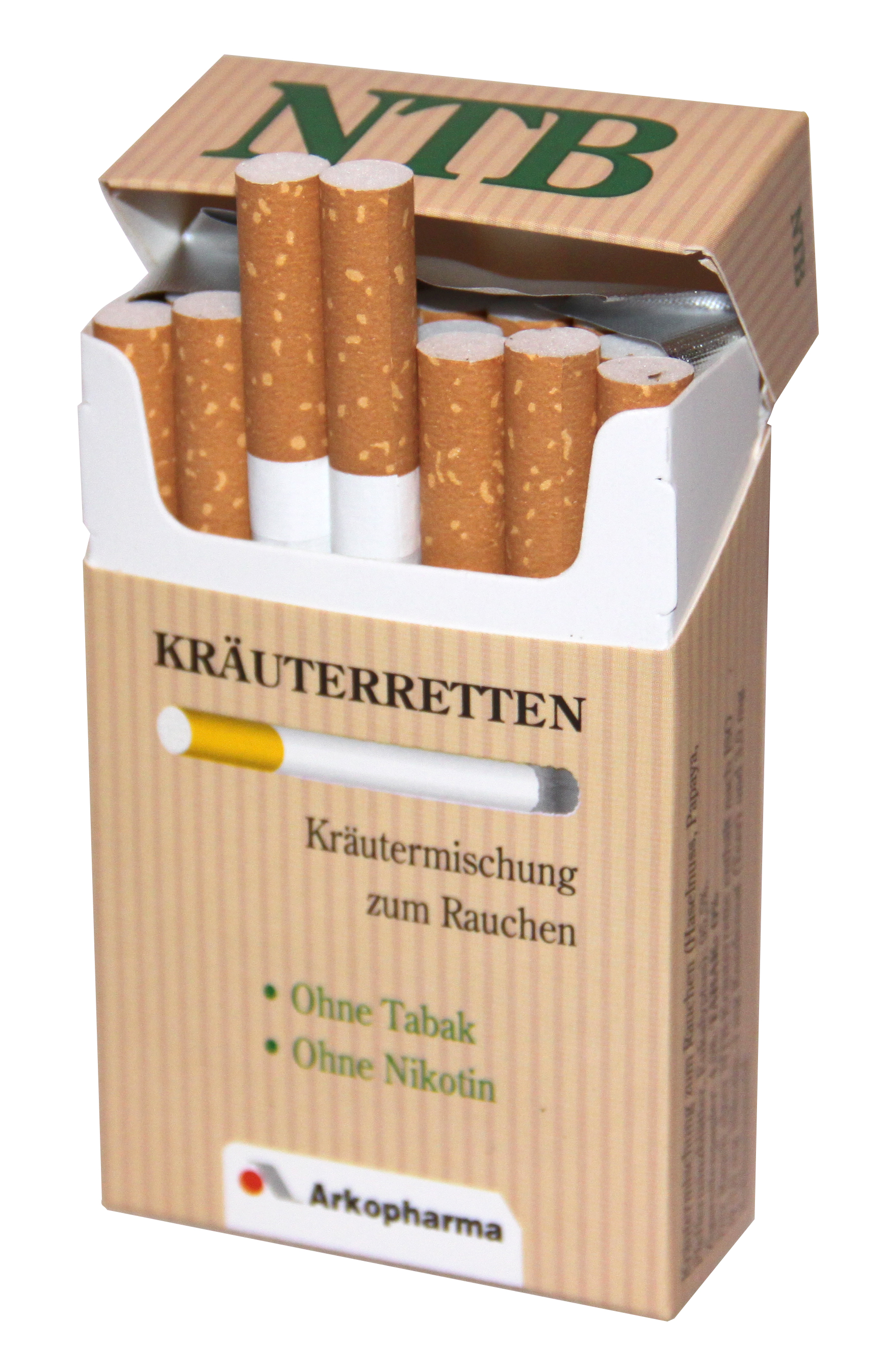
NTB-Kräuterretten aus der Apotheke (2012)

Kräuterzigaretten sind tabak- und nikotinfreie Zigaretten, die einen Beitrag bei der Raucherentwöhnung leisten sollen.
Neben der physischen Abhängigkeit von Nikotin stehen fast alle Raucher zugleich in einer psychischen Abhängigkeit von ihrer Droge (Alltagsgewohnheiten, Gruppenbindung). Eine vorübergehende Umstellung auf nikotinfreie Zigaretten kann die Entwöhnung insoweit unterstützen, als alle Rituale des Rauchens beibehalten werden können, bis die körperliche Abhängigkeit reduziert bzw. überwunden wurde.
In der Ausgabe 38/1974 des Magazins Der Spiegel stand erstmals ein Artikel über die Einführung von Kräuterzigaretten in der Bundesrepublik unter dem Titel „Der Traum vom schadlosen Genuss“ durch die Firma British American Tobacco (BAT).
1980 erschien von der auf Heilkräuter spezialisierten englischen Autorin Juliette de Bairacli Levy das Buch „Besser rauchen ohne Tabak“ zu dem gleichen Thema, das heute jedoch nicht mehr erhältlich ist.
2004 beschrieb die Autorin Christine Engelbrecht unter dem Titel „Leben ohne Nikotin – Die Kräuterzigarettenmethode“ einen neuen psychologischen Ansatz zur Rauchentwöhnung anhand von Kräuterzigaretten. Dieser konnte sich – trotz strenger werdender Gesetze gegen jede Form des Rauchens – als alternative Methode dauerhaft etablieren und allgemein durchsetzen.
Nikotinfreie Zigaretten werden auch im Theater verwendet, etwa wenn ein nichtrauchender Schauspieler einen Raucher mimt.
Bei der Verbrennung entstehen Schadstoffe wie Teer. Kräuterzigaretten zu rauchen ist daher kein „gesundes“ Rauchen. Kräuterzigaretten können lediglich dazu beitragen, mit dem Rauchen aufzuhören. Außerdem kann eine Tabaksucht von vornherein vermieden werden.
In Deutschland vertrieb Weber & Weber die Kräuterzigarettenmarke NTB Kräuterretten der französischen Firma Arkopharma. NTB steht für NoTaBacco, die NTB Kräuterretten bestanden ausschließlich aus den Pflanzen Papaya, Eukalyptus, Haselnuss und Pfefferminze. Die NTB-Kräutermischung enthielt zwar kein Nikotin, aber einen minimalen Teergehalt. Dadurch entfiel die physische Abhängigkeit, die sonst beim Rauchen von herkömmlichen Tabakzigaretten verursacht wird. Der Rauch einer NTB Kräuterrette enthielt nach ISO:
⌀ 0,0 mg Nikotin, 3,0 mg Kondensat (Teer) und 3,0 mg Kohlenmonoxid. Obwohl sie keinen Tabak enthalten, unterliegen Kräuterzigaretten in Deutschland der Tabaksteuer, da es sich um Raucherwaren handelt.
NTB Kräuterretten waren in Deutschland ausschließlich in Apotheken erhältlich. Der Vertrieb wurde eingestellt.
An die Stelle traten wegen der weiter wachsenden Popularität der Methode diverse andere Marken, wie Honeyrose, Old Farmers, Magic 0, Nirdosh, Hamiltons (Stand 2018).

## Studien
Seit 2016 werden erstmals in den USA zahlreiche unabhängige Studien in diversen Universitäten durchgeführt, um den Nutzen von nikotinfreien Zigaretten und Zigaretten mit extrem geringem Nikotingehalt in der Rauchentwöhnung wissenschaftlich zu untersuchen:
- Evaluation of Very Low Nicotine Content Cigarettes in Adolescent Smokers. ClinicalTrials.gov Identifier: NCT02587312 by Brown University and National Cancer Institute (NCI)[6]
- Very-Low Nicotine Cigarettes and Non-Daily Smokers, ClinicalTrials.gov Identifier: NCT02228824, by University of Pittsburgh and National Cancer Institute (NCI)[7]
- Strategies for Reducing Nicotine Content in Cigarettes, ClinicalTrials.gov Identifier: NCT02139930 by University of Pittsburgh and National Institute on Drug Abuse (NIDA)[8]
- Facilitating Smoking Cessation With Reduced Nicotine Cigarettes, ClinicalTrials.gov Identifier: NCT02796391 by H. Lee Moffitt Cancer Center and Research Institute + James and Esther King Biomedical Research Program[9] und andere (Liste unvollständig[10])